# Pierre de Failly

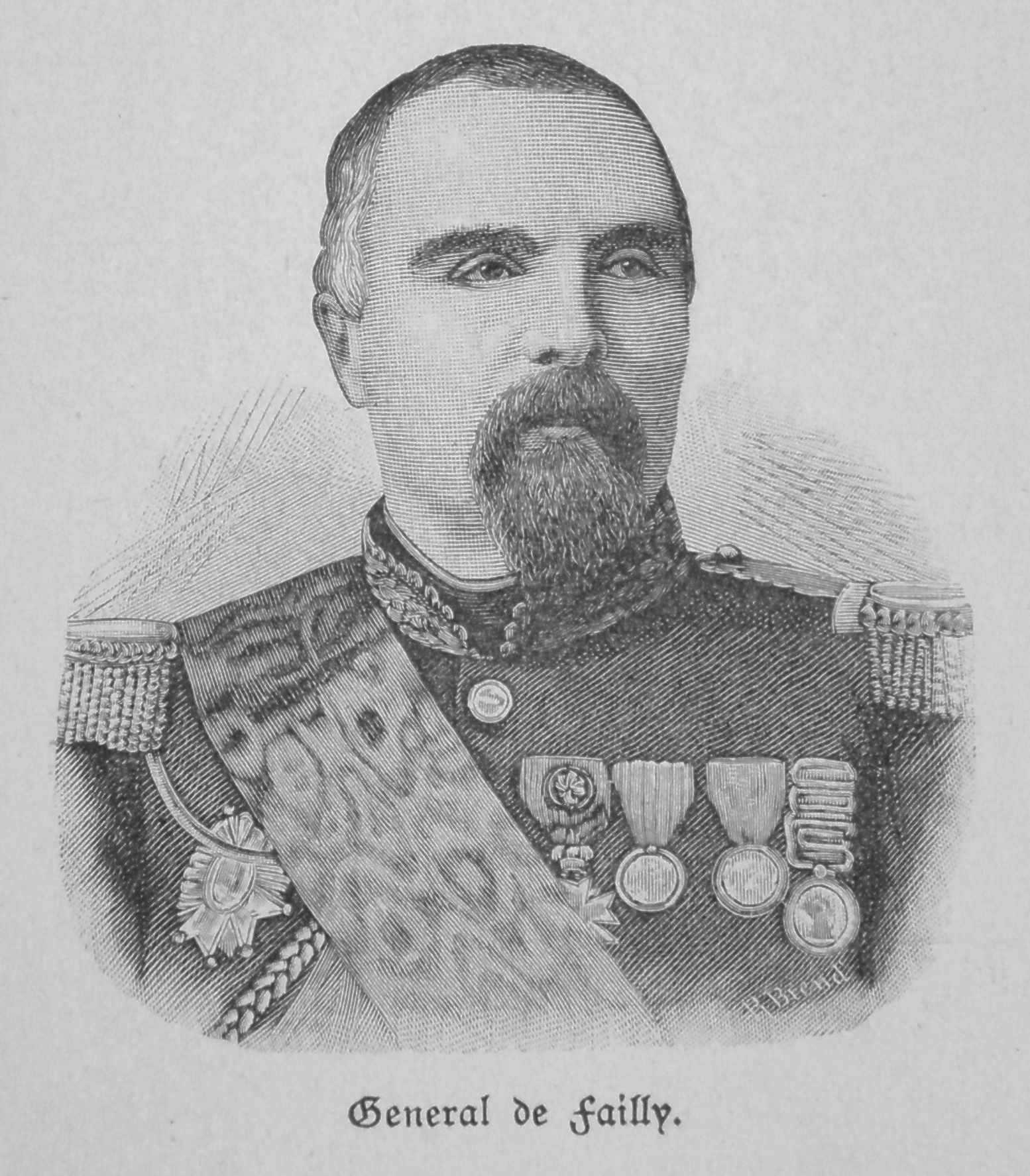
General de Failly

Pierre Louis Charles Achille de Failly (* 21. Januar 1810 in Rozoy-sur-Serre, Département Aisne; † 15. November 1892 in Compiègne, Département Oise) war ein französischer General.

## Leben
Pierre de Failly besuchte die Militärschule Saint-Cyr, trat 1826 in die Armee ein, wurde 1828 Unterleutnant und nahm 1830 an der Einnahme von Algier teil. Er avancierte 1837 zum Kapitän, 1843 zum Bataillonschef, 1851 zum Obersten und diente während dieser Zeit meist in Afrika.
Von 1848 bis April 1850 war er Kommandant der Militärschule in Toulouse. Im Jahre 1854 wurde er zum Brigadegeneral befördert und nahm in diesem Rang am Krimkrieg teil. Dort tat er sich sowohl in der Schlacht an der Alma als auch später beim Sturm auf die Weißen Werke von Sewastopol (7. Juni 1855), den er leitete, und beim Angriff auf den Redan (10. Juni) sowie in der Schlacht an der Tschernaja durch Tapferkeit und Umsicht hervor. Hierfür wurde er zum Divisionsgeneral und zum kaiserlichen Adjutanten ernannt.
1859, im Sardinischen Krieg befehligte er eine Division in Adolphe Niels Korps. Als Präsident des beratenden Komitees der Infanterie führte er das Chassepotgewehr ein. Als Kommandeur des Korps, das 1867 zum Schutz des Papstes gegen Garibaldi nach Rom geschickt wurde, hatte er in der Schlacht von Mentana Gelegenheit das Gewehr zu erproben. Seinem Bericht zufolge wirkte es wie eine Wunderwaffe.
1870 erhielt Failly das Kommando über das V. Armeekorps, spielte aber im Deutsch-Französischen Krieg eine sehr unglückliche Rolle, als er am 6. August von seinem Hauptquartier Bitsch weder Frossard in der Schlacht bei Spichern noch Mac Mahon in der Schlacht bei Wörth zu Hilfe kam und, nachdem er sich auf Châlons zurückgezogen hatte, bei dem Marsch nach Sedan sich vom Feind am 30. August bei Beaumont überraschen ließ. Er wurde nach den empfindlichen Verlusten dieses Tages am 31. August durch General Emanuel Félix de Wimpffen ersetzt und geriet am 2. September als „Zuschauer“ der militärischen Operationen in deutsche Kriegsgefangenschaft. Nach dem Friedensschluss hat er nie wieder ein Kommando in der französischen Armee erhalten.

## Werke
Gegen die heftigen Vorwürfe, die ihm wegen seiner Fehler gemacht wurden, schrieb er:
- Campagne de 1870. Opérations et marches du 5. corps jusqu’au 31 août. – Brüssel: Lebègue et Cie, 1871

| Personendaten    | Personendaten                           |
| ---------------- | --------------------------------------- |
| NAME             | Failly, Pierre de                       |
| ALTERNATIVNAMEN  | Failly, Pierre Louis Charles Achille de |
| KURZBESCHREIBUNG | französischer General                   |
| GEBURTSDATUM     | 21. Januar 1810                         |
| GEBURTSORT       | Rozoy-sur-Serre, Département Aisne      |
| STERBEDATUM      | 15. November 1892                       |
| STERBEORT        | Compiègne, Département Oise             |